# Tournoi de tennis de Khartoum
Le tournoi de Khartoum (Soudan) est un tournoi de tennis professionnel masculin du circuit Grand Prix.
La seule édition du tournoi, remportée par Mike Estep, a été organisée en 1976 sur surface dure.

## Palmarès messieurs

### Simple
| No | Date       | Nom et lieu du tournoi           | Catégorie | Dotation | Surface    | Vainqueur  | Finaliste   | Score              |         |
| -- | ---------- | -------------------------------- | --------- | -------- | ---------- | ---------- | ----------- | ------------------ | ------- |
| 1  | 24-02-1976 | Khartoum International, Khartoum |           | 10 000 $ | Dur (ext.) | Mike Estep | Thomaz Koch | 6-4, 6-7, 6-4, 6-3 | Tableau |